# قطب الدين طاووس السمناني
قطب الدين طاووس السمناني (توفي في القرن الخامس عشر) كان بيروقراطيًا فارسيًا عمل وزيرًا للحكام التيموريين أبو القاسم بابور ميرزا وأبو سعيد ميرزا. يعود نسبه إلى عائلتين بارزتين من سمنان؛ من جهة أمه كان من نسل الباليش، ومن جهة أبيه كان من نسل البهرامي.